# Radeon HD 4000 Serija
Radeon R700 je tehnički i stručni naziv za seriju grafičkog procesora razvijen od strane naprednih mikro uređaja (AMD) pod brendom ATI. Prvobitni temeljni čip (čip nad kojim je izgrađena serija) kodne oznake (serijiskoj broja/naziva) RV770 je najavljen i demonstriran 16. juna 2008. godine, kao deo Fajer Strima (eng. FireStream) 9250 i Sineme (eng. Cinema) 2.0 koji je inicijativno pokrenuo medijski događaj, zajedno sa zvaničnim objavljivanjem Radeon-ove HD 4800 serije, koja je objavljena 25. juna 2008. godine. Druge varijante uključuju entuzijastično orijentisan RV790, široko poznati RV730 proizvod, RV740 i najslabije okarakterisani (najniže klase) RV710.
Njegova direktna konkurencija je n'Vidijna GeForce 200 serija, koja je pokrenuta istog meseca.

## Arhitektura
Svi proizvodi pod "Radeon HD 4000 Serija" brendom implementiraju (ugrađuju) TeraSkejl mikroarhitekturu.

### Izvršne jedinice
RV770 proširuje arhitekturu ujedinjenog šejdera (eng. shader) od RV600, tako što povećava protok(strimovanje)procesorske jedinice brojeći do 800 jedinica (od 320 jedinica u R600) koje su grupisane u 10 SIMD jezgara sastavljenih od 16 šejder jezgara sadržujući četiri FP MADD/DP ALU-a i 1 MADD/transcedetalan ALU. RV770 je zadržao četvorougani ROP brojač klastera,međutim, oni su sada bržiji i posvećeniji rešavanju AA hardverske osnove, dodajući/dopunjavajući rešenje zasnovano na šejderima od R600 arhitekture. RV770 takođe sadrži 10. teksturnih jedinca, gde svaka od njih pojedinačno može da rukovodi sa četiri adrese, 16. FP32 uzoroka, i četiri FP32 filtirajućih funkcija po satnom ciklusu.

### Memorija i unutrašnja magistrala
RV770 karakteriše 256-bitski memorijski kontroler i to je prvi GPU da podržava GDDR5 memoriju koja radi na 900 MHz, davajući efekat brzine prenosa od 3.6 GHz i memorijski propusni opseg od čak 115 GB/s.. Unutrašnja prstenasta magistrala od R520 i R600 su zamenjene kombinacijom prečki i unutrašnjih čvorova.

### Video ubrzanje
Na stranama svih GPU-ovih desktop verzija Radeon HD 4000 serije, je implementiran SIP blok, svojstva UVD 2.0-2.2 verzije, dok 48xx serija koristi UVD 2.0 verziju, a 47xx-46xx-45xx-43xx serija koristi UVD 2.2 verziju.
Podrška je dostupna za Majkrosoft Windows platformu odmah nakon izbacivanja SIP bloka , i to za Linuks sa Catalyst 8.10 verzijom. Besplatni i open-sors(eng. Open-Source - korišćenje, editovanje bez ograničenja) drajver, zahteva Linuk kernel 3.10 u kombinaciji sa Mesa 9.1(izložen preko široko usvojenog VDPAU, pružajući pun hardver, odnosno, MPEG-2, H.264/MPEG-4 AVC i VC-1 dekodiranje, i podršku za dvostruke video strimove. Napredni video procesor(AVP) je takođe uvideo poboljšanje sa sposobnošču DVD nadogradnje i odlikom dinamičkog kontrasta. GPU od RV770 serije, takođe podržava xvYCC izlazni obojeni prostor i 7.1 okruženi zvučni izlaz(LPCM, AC3, DTS) preko HDMI-a. On takođe podrži odliku ubrzanog videa transkodovanja(AVT), koji ima funkciju video transkodovanja koja biva asistirana od strane GPU kroz procesuiranje(strujnog)toka.

### GPU-ova poboljšanja međupovezanosti
Ova generacija dizajna duplih GPU-ova zadržava upotrebu PCI-Expres mosta, PLX PEX 8647 sa rasipanjem snage od 3,8 vati, uključujući 2.0 podrušku PCI-Ekspresa (eng. PCI-Expres), dozvoljavajući da budu dve GPU kartice na istom PCI-Expres slotu sa duplim protokom preko predhodnih generacijskih proizvoda(Radeon HD 3870 X2). Trenutnu generaciju dizajna duplih GPU-ova karakteriše, međupovezanost za međukomunikaciju GPU-ova preko implementacije CrossFire X SidePort-a na svakom GPU, davajući dodatnih 5 GB/s pune-dvostruke komunikacije među GPU protoka. Ove dve karakteristike, povećavaju totalni protok dizajna duplog GPU-a na 21.8 GB/s. U ovom trenutku, međupovezanost CrossFire X SidePort-a nikad nije bila omogućena u bilo kakvim dostupnim drajverima.

## Desktop proizvodi
Zaseban članak: Radeon R700(HD 4xxx) Serija

### Radeon HD 4800
Radeon HD 4850 je objavljen 19. juna 2008. godine, dok je Radeon HD 4870 objavljen 25. juna 2008. godine. Obe verzije kartica su zasnovane na RV770 GPU, sačinjene od 956. miliona tranzistora i proizvedenih na 55 nm procesu. Radeon HD 4850 trenutno koristi GDDR3 memoriju, dok Radeon HD 4870 koristi GDDR5 memoriju.
Postoji još jedna varijanta, a to je, da je Radeon HD 4830 ažuriran 23. oktobra 2008. godine, ističući RV770 LEGPU sa interfesjom 256-bitske GDDR3 memorije, i 640 šejder(eng. shader) procesorima. U osnovni RV770 LE je ustvari RV770 sa pojedinim funkcionalnim isključenim jedinicama.
Dupli GPU proizvodi, koji koriste dva RV770 GPU-a serijskog naziva R700, su takođe objavljeni. Jedan proizvod, Radeon HD 4870 X2, sa karakteristikom 2*1GB GDDR5 memorije, je izbačen 12. avgusta 2008. godine, dok drugi dupli-GPU proizvod, Radeon HD 4850 X2 sa GDDR3 memorijom i manjom brzinom takta je takođe dostupan.
Manje poboljšanje(ažuriranje) je predstavljeno drugog aprila 2009. godine, sa izbacivanjem Radeon HD 4890 grafičkih kartica zasnovanim na RV790 GPU. Ističe se poboljšani dizajn sa odvojenim kondezatorima da bi se smanjio šum signala, izmenjene distribucije ASIC napajanja i prevremenski definisan ceo GPU čip, što je rezultovalo blago povećanje veličine matrice, ali je i takođe rezultovalo celokupnu mnogo bolju stabilnost na visokim stopnim taktima i visokim uobičajnim(standardnim) taktima. Osamnaestog avgusta 2009. godine, AMD je izbacio RV790 GPU verziju, zvanu RV790GT, što je korišćena od strane Radeon HD 4860 koja je sada dostupna na svim tržištima.

### Radeon HD 4700
Radeon HD 4700 serija je objavljena 28. aprila 2009. godine. Radeon HD 4770 je zasnovan na RV740 GPU 740, koji je sačinjen od 826. upakovinih miliona tranzistora koji se proizvode na najnovijem 40 nm procesu. Radeon HD 4730 je objavljen osmog juna 2009. godine, suprodno od njega, RV740 na kojem je baziran Radeon HD 4770, 4730 je demontirani 55. nm RV770 GPU, zvani RV770CE. RV770CE sadrži upakovanih 956. miliona tranzistora i koristi GDDR5 memoriju na 128-bitskom bus-u. Devetog septembra 2009. godine, RV740PRO je bazirao Radeon HD 4750, koji je isključivo bio izbačen na Kinesko tržište. Radeon HD 4750 je zasnovan na 40. nm RV740 od Radeon-a HD 4770, ali karakteriše manju brzinu takta i izostanak šesto(6)-pinskog pomoćnog ulaznog napajanja.

### Radeon HD 4600
Radeon HD 4600 serija je objavljena 10. septembra 2008. godine. Sve varijante(verzije/tipovi) su zasnovane na RV730 GPU, sadržeći upakovanih 514. miliona tranzistora i koji se proizvode na 55 nm procesu. PCIe verzija proizovda 4600 serije ne zahteva eksterni(spoljni)konektor za napajanje. Nedavno je izbačena AGP verzija od 4670 i ona zahteva eksterni konektor napajanja. U AMD-ovoj 4800-oj seriji kartica, naime, AMD ATI Radeon HD 4850, AMD ATI Radeon HD 4870 i AMD ATI Radeon HD 4870 X2, su uradile odličan posao pružajući više nego ravnopravnu specifikaciju po manjoj ceni na tržištu nego što nudi suparnički brend nVidia. Sada kada su izašli AMD ATI Radeon HD 4670 i AMD ATI Radeon HD 4650, oni su tu da bi pružili nVidijnu specifikaciju srednje klase za iste ako ne i manje pare, barem to im je bio plan.

### Radeon HD 4300/HD 4500
Radeon HD 4350 i Radeon HD 4550 su objavljeni 30. septembra 2008. godine i obe su zasnovane na RV710 GPU sadržavajući upakovanih 242. miliona tranzistora koji se proizvode na 55 nm procesu. Oba prozvoda koriste ili GDDR3,DDR3 ili GDDR2 video memoriju. AMD tvrdi, da ova dva produkta, imaju maksimum od 20 W i 25 W potrošnje napajanja pod punim opterećenjem.

## Mobilni proizvodi
Zaseban članak: Mobilnost-Radeon HD 4xxx serija

## Drajveri grafičkih uređaja

### AMD-ov vlasnički drajver grafičkih uređaja "Catalyst"
Zaseban članak: AMD Catalyst
AMD Catalyst je razvijen za Microsoft Windows i Linuks platformu. Od jula 2014. godine, drugi operativni sistemi nisu zvanično podržani. Ovo može biti drukčije za AMD Fajer Pro brend koji je baziran na identičnom hardveru, ali karakteriše OpenGL-sertifikovane drajvere grafičkih uređaja(komponenti).
AMD Catalyst podržava kurs svih karakteristika reklamiranih za brend Radeon.
Radeon HD 4000 serija je tranzicionirana za legalnu podršku, gde će drajveri biti ažurirani samo da popravljaju bagove umesto da budu optimizovani za nove aplikacije.

### Besplatan open-source(menjajući)drajver grafičkih uređaja "Radeon"
Zaseban članak: Besplatan i open-sors "Radeon" drajver grafičkih uređaja
Besplatni i open-sors drajveri su primarno razvijeni na Linuks-u i za Linuks, ali su i takođe portovani na druge operativne sisteme. Svaki drajver se sastoji od pet delova:
1. Linux kernel komponenta DRM
2. Linux kernel komponenta KMS drajver: u osnovi uređajski drajver za kontrolu displeja
3. korisnička-prostorna komponenta libDRM
4. korisnička-prostorna komponenta u Mesa 3D
5. specijalan i izrazit(poseban) drajver 2D grafičkih uređaja za X.Org Server, koji će konačno biti zamenjen Glamor-om

Besplatni i open-sors "Radeon" grafički drajver podržava većinu svojstava implementiranih unutar Radeon loze(niza) GPU-ova.
Besplatni i open-sors "Radeon" drajveri grafičkih uređaja, nisu obrnuto konstruisani, ali su bazirani na izbačenoj AMD dokumentaciji.

## Spoljašnje veze
- AMD FirePro
- AMD FireMV Testiranje(Benčmark) Архивирано на веб-сајту  (18. мај 2015)
- AMD FireStream Архивирано на веб-сајту  (12. мај 2015)
- ATI Radeon HD 4000 Serija: Desktop, Mobilnost
- AMD grafike
- "Tech Power Up" - GPU baza podataka